# Occhiatana
Occhiatana (en cors Ochjatana ) és un municipi francès, situat a la regió de Còrsega, al departament d'Alta Còrsega. L'any 1999 tenia 163 habitants.

## Demografia
| 1962 | 1968 | 1975 | 1982 | 1990 | 1999 |
| ---- | ---- | ---- | ---- | ---- | ---- |
| 129  | 154  | 178  | 185  | 165  | 163  |

## Administració
| Període | Identitat           | Partit | Qualitat |  |
| ------- | ------------------- | ------ | -------- |  |
| 2001-   | Jean Pasquin Mattei |        |          |  |